# 静岡県道316号舞阪竜洋線

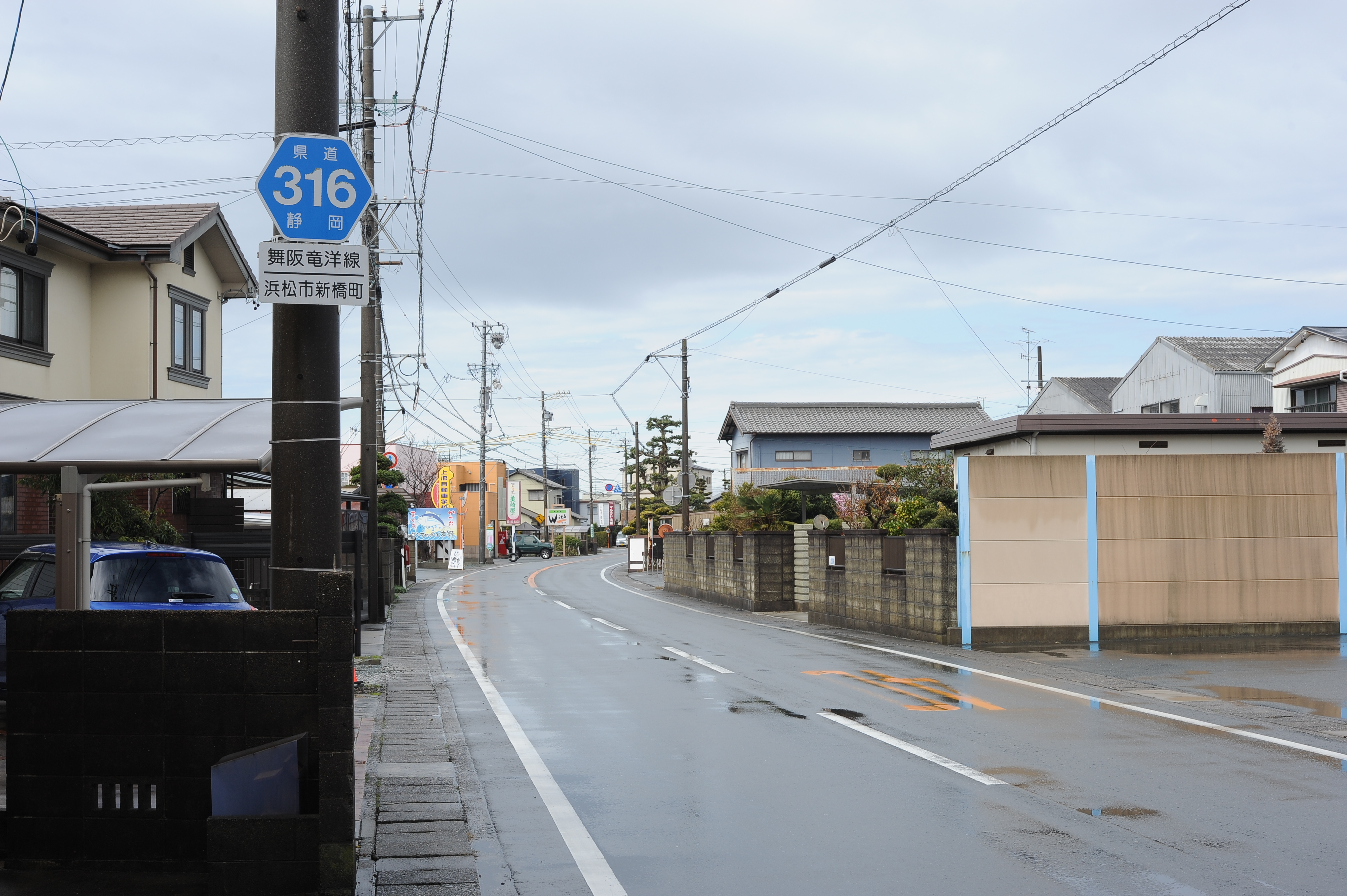
静岡県浜松市南区（現・中央区）新橋町

静岡県道316号舞阪竜洋線（しずおかけんどう316ごう まいさかりゅうようせん）は、静岡県浜松市、磐田市を通る一般県道である。通称『掛舞線（かけまいせん）』。

## 概要

### 路線データ
- 陸上距離 : 15.8km
- 起点 : 浜松市中央区舞阪町浜田（国道301号交点〈新町交差点〉。静岡県道49号細江舞阪線の終点）
- 終点 : 磐田市掛塚（旧磐田郡竜洋町掛塚。国道150号、静岡県道343号上野部豊田竜洋線交点〈掛塚橋の東端〉）

## 重複区間
- 国道150号（0.9km 掛塚橋）
- 静岡県道49号細江舞阪線（1.0km 起点より馬郡跨線橋南交差点まで）

## 特徴
- かつては掛塚舞阪線という名前だったため、舞阪竜洋線と呼ぶよりも、掛舞線と呼ぶ事の方が多い。
- 起点から300m程の区間は東行きの一方通行である為、終点側から起点まで行く事が出来ない。
- 起点から馬郡跨線橋南交差点までは、旧東海道の松並木が並ぶ。
- 篠原町東部の丁字路で南側へ曲がっているが信号機も設置されていないため、起点側から来る場合に見落としやすい（小さいながら、案内標識は設置されている）。なお道なりに進んでいくと300m程で国道257号へと合流する。

## 別名
- 掛舞線（浜松市：掛舞線と言ったほうが地元で通じる場合が多い。この地方のチラシの地図にも「掛舞線」と書かれている。また、道路の通称を示す標識にも「掛舞線」と書かれている）

## 通過する自治体
- 静岡県
  - 磐田市 - 浜松市(中央区)

## 主な接続路線
起点から順に
- 国道301号(新町交差点)
- 静岡県道49号細江舞阪線（馬郡跨線橋南交差点）
- 静岡県道65号浜松環状線（坪井町北交差点）
- 国道257号（柏原交差点）
- 都市計画道路柏原上島線
- 都市計画道路鴨江倉松線（通称：オレンジストリート）
- 静岡県道317号米津東若林線（新橋町東交差点）
- 国道1号（大柳交差点）
- 静岡県道315号五島天竜川停車場線（河輪小北交差点）
- 国道150号（河輪交差点）
- 静岡県道343号上野部豊田竜洋線（掛塚橋東交差点）